# ولاخووو (ژیتوراجا)
ولاخووو (به صربی: Vlahovo) یک منطقهٔ مسکونی در صربستان است که در ژیتوراجا واقع شده‌است. ولاخووو ۵۰۶ نفر جمعیت دارد.